# Hungarian Ladies Open 2019 - Qualificazioni singolare
Le qualificazioni del singolare dell'Hungarian Ladies Open 2019 sono state un torneo di tennis preliminare per accedere alla fase finale della manifestazione. Le vincitrici dell'ultimo turno sono entrate di diritto nel tabellone principale. In caso di ritiro di una o più giocatrici aventi diritto, a queste sono subentrate le lucky loser, ossia le giocatrici che hanno perso nell'ultimo turno ma che avevano una classifica più alta rispetto alle altre partecipanti che avevano comunque perso nel turno finale.

## Teste di serie
1. Natalia Vikhlyantseva (qualificata)
2. Ysaline Bonaventure (qualificata)
3. Paula Badosa Gibert (ultimo turno)
4. Tereza Smitková (qualificata)
5. Iga Świątek (qualificata)
6. Priscilla Hon (primo turno)

1. Anna Kalinskaya (primo turno)
2. Conny Perrin (primo turno)
3. Ekaterine Gorgodze (primo turno)
4. Tereza Martincová (ultimo turno)
5. Jil Teichmann (ultimo turno)
6. Viktoriya Tomova (ultimo turno, lucky loser)

## Qualificate
1. Natalia Vikhlyantseva
2. Ysaline Bonaventure
3. Gréta Arn

1. Tereza Smitková
2. Iga Świątek
3. Georgina García Pérez

### Lucky loser
1. Viktoriya Tomova

## Tabellone

### Legenda
| - Q = Qualificato - WC = Wild card - LL = Lucky loser | - ALT = Alternate - SE = Special Exempt - PR = Protected Ranking | - w/o = Walkover - r = Ritirato - d = Squalificato |

### Sezione 1
|  | Primo turno | Primo turno           | Primo turno | Primo turno | Primo turno |  |  | Ultimo turno | Ultimo turno          | Ultimo turno | Ultimo turno | Ultimo turno |  |
|  |             |                       |             |             |             |  |  |              |                       |              |              |              |  |
|  | 1           | Natalia Vikhlyantseva | 4           | 6           | 7           |  |  |              |                       |              |              |              |  |
|  | WC          | Dalma Gálfi           | 6           | 1           | 5           |  |  | 1            | Natalia Vikhlyantseva | 67           | 6            | 7            |  |
|  |             | Arina Rodionova       | 6           | 5           | 6           |  |  |              | Arina Rodionova       | 7            | 2            | 65           |  |
|  | 7           | Anna Kalinskaya       | 0           | 7           | 4           |  |  |              |                       |              |              |              |  |

### Sezione 2
|  | Primo turno | Primo turno         | Primo turno     | Primo turno | Primo turno |  |  | Ultimo turno | Ultimo turno        | Ultimo turno        | Ultimo turno | Ultimo turno |  |
|  |             |                     |                 |             |             |  |  |              |                     |                     |              |              |  |
|  | 2           | Ysaline Bonaventure | 6               | 3           | 6           |  |  |              |                     |                     |              |              |  |
|  |             | Elena Rybakina      | 2               | 6           | 2           |  |  | 2            | Ysaline Bonaventure | Ysaline Bonaventure | 7            | 7            |  |
|  |             | Quirine Lemoine     | Quirine Lemoine | 3           | 3           |  |  | 11           | Jil Teichmann       | Jil Teichmann       | 5            | 5            |  |
|  | 11          | Jil Teichmann       | Jil Teichmann   | 6           | 6           |  |  |              |                     |                     |              |              |  |

### Sezione 3
|  | Primo turno | Primo turno         | Primo turno | Primo turno | Primo turno |  |  | Ultimo turno | Ultimo turno        | Ultimo turno        | Ultimo turno | Ultimo turno |  |
|  |             |                     |             |             |             |  |  |              |                     |                     |              |              |  |
|  | 3           | Paula Badosa Gibert | 6           | 6(1)        | 6           |  |  |              |                     |                     |              |              |  |
|  | WC          | Adrienn Nagy        | 3           | 7           | 2           |  |  | 3            | Paula Badosa Gibert | Paula Badosa Gibert | 63           | 0            |  |
|  | WC          | Gréta Arn           | 7           | 1           | 6           |  |  | WC           | Gréta Arn           | Gréta Arn           | 7            | 6            |  |
|  | 9           | Ekaterine Gorgodze  | 5           | 6           | 2           |  |  |              |                     |                     |              |              |  |

### Sezione 4
|  | Primo turno | Primo turno       | Primo turno     | Primo turno | Primo turno |  |  | Ultimo turno | Ultimo turno      | Ultimo turno      | Ultimo turno | Ultimo turno |  |
|  |             |                   |                 |             |             |  |  |              |                   |                   |              |              |  |
|  | 4           | Tereza Smitková   | Tereza Smitková | 6           | 7           |  |  |              |                   |                   |              |              |  |
|  |             | Danka Kovinić     | Danka Kovinić   | 3           | 63          |  |  | 4            | Tereza Smitková   | Tereza Smitková   | 7            | 6            |  |
|  |             | Rebecca Šramková  | 6               | 2           | 2           |  |  | 10           | Tereza Martincová | Tereza Martincová | 67           | 3            |  |
|  | 10          | Tereza Martincová | 4               | 6           | 6           |  |  |              |                   |                   |              |              |  |

### Sezione 5
|  | Primo turno | Primo turno      | Primo turno      | Primo turno | Primo turno |  |  | Ultimo turno | Ultimo turno     | Ultimo turno     | Ultimo turno | Ultimo turno |  |
|  |             |                  |                  |             |             |  |  |              |                  |                  |              |              |  |
|  | 5           | Iga Świątek      | Iga Świątek      | 6           | 6           |  |  |              |                  |                  |              |              |  |
|  |             | Bibiane Schoofs  | Bibiane Schoofs  | 2           | 3           |  |  | 5            | Iga Świątek      | Iga Świątek      | 6            | 6            |  |
|  | WC          | Wang Xinyu       | Wang Xinyu       | 2           | 1           |  |  | 12           | Viktoriya Tomova | Viktoriya Tomova | 3            | 2            |  |
|  | 12          | Viktoriya Tomova | Viktoriya Tomova | 6           | 6           |  |  |              |                  |                  |              |              |  |

### Sezione 6
|  | Primo turno | Primo turno           | Primo turno           | Primo turno | Primo turno |  |  | Ultimo turno | Ultimo turno          | Ultimo turno | Ultimo turno | Ultimo turno |  |
|  |             |                       |                       |             |             |  |  |              |                       |              |              |              |  |
|  | 6           | Priscilla Hon         | Priscilla Hon         | 2           | 3           |  |  |              |                       |              |              |              |  |
|  |             | Georgina García Pérez | Georgina García Pérez | 6           | 6           |  |  |              | Georgina García Pérez | 6            | 3            | 6            |  |
|  |             | Jasmine Paolini       | 1                     | 6           | 7           |  |  |              | Jasmine Paolini       | 3            | 6            | 3            |  |
|  | 8           | Conny Perrin          | 6                     | 0           | 5           |  |  |              |                       |              |              |              |  |